# Peter Sweeney
Peter Sweeney (ur. 25 września 1984 w Glasgow) – szkocki piłkarz występujący na pozycji bocznego pomocnika.

## Kariera klubowa
Peter Sweeney zawodową karierę rozpoczynał w 2001 roku w Millwall, w barwach którego zadebiutował w 2002 roku. Przez blisko rok Sweeney w ekipie „Lwów” prezentował się bardzo słabo, jednak systematycznie jego forma rosła. Odegrał bardzo ważną rolę w drodze do finału Pucharu Anglii przeciwko Manchesterowi United. 1 lipca 2005 roku Sweeney za 250 tysięcy funtów zasilił Stoke City. W nowym klubie zadebiutował w spotkaniu z Newcastle Town, jednak w jego trakcie doznał poważnej kontuzji, która wykluczyła go z gry na 3 miesiące.
W zimowym okienku transferowym w 2007 roku Szkot został wypożyczony do Yeovil Town, dla którego zaliczył 8 występów. Pod koniec listopada Sweeney na tej samej zasadzie dołączył do Walsall. Dla zespołu tego Sweeney rozegrał 8 spotkań, a łącznie dla Stoke zaliczył 35 meczów i zdobył 2 bramki.
10 stycznia 2008 roku szkocki zawodnik został zawodnikiem Leeds United. Z ekipą z Elland Road Sweeney podpisał 2,5-letni kontrakt. Zadebiutował w spotkaniu z Crewe Alexandra, w którym zaliczył asystę przy jak się później okazało jedynym golu w tym meczu, którego autorem był Jermaine Beckford. W marcu 2009 roku Szkot został wypożyczony do Grimsby Town i do końca sezonu rozegrał dla niego 9 ligowych spotkań. 3 lipca został kupiony przez kierownictwo Grimsby na stałe i z nowym klubem podpisał 2-letni kontrakt.
W kolejnych latach występował w zespołach Bury, Wimbledon, Dartford oraz Greenwich Borough. W 2017 roku zakończył karierę.
W swojej karierze rozegrał 94 spotkania i zdobył 7 bramek w Championship.

## Kariera reprezentacyjna
Jako zawodnik Millwall Sweeney rozegrał sześć spotkań dla reprezentacji Szkocji do lat 21.